# Charles Fabry
Pour les articles homonymes, voir Fabry.
Marie Paul Auguste Charles Fabry est un physicien français né à Marseille le 11 juin 1867 et mort à Paris le 11 décembre 1945. Son œuvre est presque exclusivement consacrée à l'optique, en particulier à l'interférométrie, la spectroscopie et la photométrie.
Il est notamment connu pour le développement de l'instrument qui porte son nom ainsi que celui de son collègue Alfred Perot, l'interféromètre de Fabry-Perot, qui permettra la mise en évidence de l'existence de la couche d'ozone en 1913, et dont l'usage est couramment répandu dans les applications de spectroscopie de haute résolution.
Charles Fabry est, de 1919 à sa mort, le premier directeur général de l'Institut d'Optique Théorique et Appliquée.

## Biographie

### Contexte familial
La famille Fabry est originaire de Bourg-Saint-Andéol dans l'Ardèche. C'est dans cette ville que François-Antoine Fabry (1749-1823), filateur au Bourg Saint-Andéol, arrière-grand-père de Charles, prépare à la fin du XVIIIe siècle le concours d'entrée à l'École polytechnique. Il est reçu et devient le premier d'une longue lignée de polytechniciens. Son fils Auguste (1796-1877) est également reçu et se voit dispenser des cours de la part du célèbre physicien André-Marie Ampère.
Le fils d'Auguste, dont le prénom est également Charles, est marié à Marie Estrangin, issue d'une éminente famille marseillaise proche du dramaturge Edmond Rostand. Ensemble, ils ont cinq enfants, Auguste, Eugène, Louis, Charles et Pierre, dont plusieurs eurent de remarquables carrières. Eugène, né en 1856, polytechnicien et docteur ès sciences mathématiques, fut ingénieur des tabacs, professeur agrégé aux lycée de Tarbes, Carcassonne et Tours, maître de conférences aux facultés des sciences de Rennes et Nancy, professeur aux facultés des sciences de Montpellier et Marseille, examinateur à l'École polytechnique. Louis, né en 1862, polytechnicien, licencié ès sciences mathématiques et physiques et docteur ès sciences mathématiques, fut astronome à l'Observatoire de Paris entre 1884 et 1887, à Nice entre 1887 et 1890 puis à Marseille jusqu'à sa retraite en 1924. Auguste, né en 1855, docteur en droit, fut avocat à Marseille puis entra dans la magistrature. Il fut ensuite substitut puis juge d'instruction à Tunis, vice-président, procureur, président, procureur général à Caen, premier président et enfin conseiller à la Cour de cassation.

### Jeunes années et premières études
Marie Paul Auguste Charles Fabry naît à Marseille le 11 juin 1867. Très jeune, il se passionne pour les sciences. Il suit une brillante scolarité au lycée de Marseille, actuel lycée Thiers. À 18 ans, il entre classé 17e à l'École polytechnique à Paris (1885) et en sort 23e et démissionnaire en 1887. Il retourne ensuite à Marseille où il étudie à la Faculté des sciences de Marseille, pour préparer le concours d'agrégation de physique où il est reçu troisième en 1889, derrière Henri Abraham (2ème) et Bernard Brunhes (1er).

### Enseignement et travaux de recherche dans le sud de la France
Il se consacre tout d'abord à l'enseignement de la physique au lycée. Il est nommé successivement professeur à Pau en 1889, à Nevers en 1890, à Bordeaux en 1892, au lycée Thiers de Marseille en janvier 1893, puis à Paris en octobre de la même année. Il prépare simultanément le doctorat ès sciences sous la direction de Jules Macé de Lepinay, professeur de physique à la faculté des sciences de l'Université d'Aix-Marseille. En 1892, il soutient à la faculté des sciences de Paris sa thèse sur la Théorie de la visibilité et de l'orientation des franges d'interférences.
En 1894, il obtient à la faculté des sciences de l'université de Marseille un poste de maître de conférences pour le certificat P.C.N.. Il rejoint le laboratoire de Jules Macé de Lepinay. Il succède à Alfred Perot, en 1904, en tant que professeur à la chaire de physique industrielle. Pierre Sève le remplacera à son départ pour Paris.
Collaborant avec Henri Buisson, lui ayant succédé comme maître de conférences, et Alfred Perot, il participe à la mise au point de l'interféromètre de Fabry-Perot, qui lui sert notamment à démontrer, en 1913, la réalité de l'existence de la couche d'ozone, jusque-là seulement soupçonnée, et en détermine la proportion en fonction des couches atmosphériques. Jean Cabannes travaille dans son laboratoire pour préparer sa thèse de doctorat. Il démontre également, par l'expérience, l'effet Doppler-Fizeau, appliqué au domaine de l'optique.

### La Grande Guerre et la création de l'Institut d'Optique
Encore à Marseille alors que la guerre éclate à l'été 1914, Charles Fabry est approché pour participer aux travaux de la Direction des Inventions intéressant la Défense Nationale créée à l'initiative de Paul Painlevé.
Peu après l'entrée en guerre des États-Unis, Fabry est choisi pour commander la Mission Scientifique Française aux États-Unis, chargée de se rendre outre-Atlantique pour échanger informations, renseignements, et avancées techniques et scientifiques utiles à l'effort de guerre. Un premier groupe de membres de cette mission quitte Bordeaux le 19 mai 1917, et est constituée de Charles Fabry, Armand de Gramont, Henri Abraham accompagné d'un jeune télégraphiste, Paternot, du secrétaire de l'expédition Dupouey, ainsi que de Sir Ernest Rutherford et du Commander Cyprian Bridge, dépêchés par l'armée britannique pour se joindre aux français. Les membres de la mission sont notamment accueillis sur place par des membres du National Research Council, dont George Ellery Hale et Robert Millikan. Rejoints quelques semaines plus tard par Victor Grignard ainsi que par Giorgio Abbetti, les membres de la mission étudient de nombreuses questions avec leurs homologues américains, notamment concernant la défense contre les sous-marins. Le 13 juillet 1917, certains d'entre eux visitent le laboratoire de Thomas Edison à West Orange, dans le New Jersey.
Le 12 août, Fabry rentre en France et prépare son rapport. Il retrouve son laboratoire de la Faculté des Sciences de Marseille.
Dans les premiers mois de 1919, Charles Fabry accepte de devenir le premier directeur général de l'Institut d'Optique Théorique et Appliquée, établissement dont le projet a été initié par Armand de Gramont en 1916 et soutenu par Paul Painlevé.
Il prendra effectivement son poste en 1921, lorsqu'il quitte Marseille et revient à Paris comme titulaire de la chaire de physique de la faculté des sciences de Paris précédemment occupée par Edmond Bouty. Il devient également directeur du laboratoire d'enseignement de physique, avec pour collaborateurs Eugène Darmois et Louis Décombe, puis François Bedeau.

### Autres affectations
En 1927 il est nommé professeur à l'École polytechnique, à la suite de la mort d'Alfred Perot et élu à l'Académie des sciences, succédant à Daniel Berthelot (Charles Fabry 51 voix, Paul Langevin 1 voix, Henri Abraham 1 voix, Georges Sagnac 1 voix).
En 1937, il fonde avec Henri Chrétien, Georges Guadet et André Bayle la Société de recherches et études en optique et sciences connexes (REOSC, aujourd'hui intégrée au groupe Safran) et doit quitter sa chaire de la Faculté des sciences de Paris et de l'École polytechnique, où il est remplacé par Louis Leprince-Ringuet.
Il est président d'honneur de la Société française de photographie de 1935 à 1937, succédant à Georges Perrier, et président de la Société française de physique en 1924. Il est également président de la Société astronomique de France de 1931 à 1933. Il est fait membre étranger de la Royal Society en 1931.

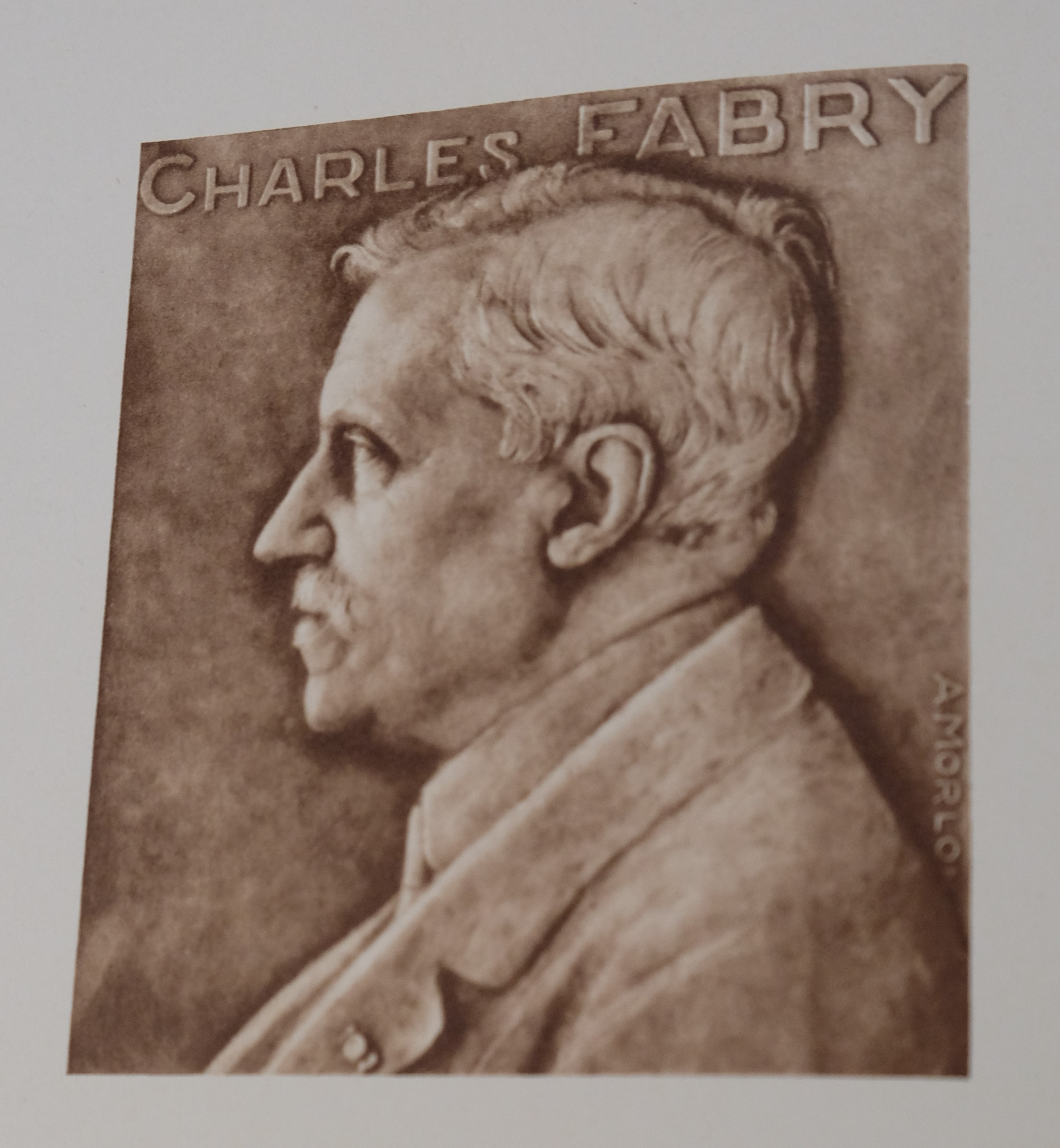
Portrait de Charles Fabry issu de l'édition 1938 de son ouvrage "Oeuvres Choisies: Publiées à l'Occasion de son Jubilé Scientifique.". Le cliché est tiré d'une copie de l'ouvrage se trouvant à la Niels Bohr Library & Archives, American Institute of Physics, à College Park, Maryland.

Atteint par l'âge de la retraite, un jubilé scientifique est organisé en son honneur le 3 décembre 1937 à la Sorbonne.

### Dernières années: la Seconde Guerre Mondiale et lesCahiers de Physique
Lors des premiers mois de Guerre, une partie des laboratoires de l'Institut d'Optique, dont Charles Fabry est toujours le directeur général, mène des recherches intéressant la Défense Nationale. Soutenu par la Marine, qui encourage son installation dans la grande banlieue de Toulon, Fabry quitte Paris le 11 juin 1940 et se replie dans le midi de la France en emportant une partie du personnel et du matériel des laboratoires de recherches de l'Institut d'Optique : l'installation aura lieu à l'Hôtel des Palmiers aux Lecques, à Saint-Cyr-Sur-Mer, où Fabry possède par ailleurs une résidence.
À la suite de la reprise en main de la Société Française de Physique et de sa principale publication scientifique, le Journal de Physique et le Radium, par des scientifiques acquis aux idées vichystes, à l'arrestation du directeur de la publication Paul Langevin, et au remplacement du président de son comité de rédaction Jean Langevin pour avoir refusé de retirer les articles signés de chercheurs "non-aryens", Charles Fabry décide d'initier, avec Georges Guadet, directeur des éditions de la Revue d'Optique Théorique et Instrumentale, la publication des Cahiers de Physique,,. Le journal, dont le premier numéro paraît en juin 1941, accepte des contributions de tous chercheurs en physique, ceux de la zone sud, non-occupée, mais aussi ceux de zone occupée. Charles Fabry est alors président d'un comité de rédaction comprenant parmi ses membres, Henri Abraham, Albert Arnulf, Henri Buisson, Henri Chrétien, Jean Bossler, Georges Déjardin, Jean Dufay, Max Morand, Louis Leprince-Ringuet, Louis Lumière et d'autres. Les Cahiers de Physique publient également des notices nécrologiques de physiciens disparus pendant la guerre, parmi lesquelles celle de Fernand Holweck ou de Jacques Solomon.
Le 16 janvier 1943, il prononce à la faculté des Sciences de Marseille l'allocution inaugurale de création de la Section Méditerranée de la Société française de physique, qu'il co-fonde avec Henri Abraham et Louis Lumière. Plusieurs réunions de cette section se tiendront à Marseille et à Montpellier pendant la guerre.
Définitivement de retour à Paris après la Libération, Charles Fabry reprend son poste de Directeur général à l'Institut d'Optique. Il décède le 11 décembre 1945 des suites d'une longue maladie. Son dernier texte, une longue notice nécrologique de son ami Henri Abraham, mort en déportation à Auschwitz à la fin 1943, paraît en juin 1947 dans les Cahiers de Physique.

## Distinctions
- 1918 : lauréat de la Médaille Rumford
- 1919 : lauréat de la Médaille Henry Draper[14]
- 1921 : lauréat de la Médaille Franklin
- 1924 : président de la Société française de physique
- 1927 : membre de l'Académie des sciences
- 1929 : lauréat du prix Jules-Janssen de la Société astronomique de France[15]
- (410619) Fabry, astéroïde nommé d'après lui.

## Publications marquantes

### Articles scientifiques
Charles Fabry. "Théorie de la visibilité et de l’orientation des franges d’interférence.", J. Phys. Theor. Appl., 1892, 1 (1), pp.313-332.
Charles Fabry. "Remarques sur la température d’équilibre d’un corps exposé à un rayonnement." J. Phys. Theor. Appl., 1916, 6 (1), pp.207-218.
Cours de physique
- Éléments de thermodynamique, A. Colin, 8e édition, 1952
- Les Radiations, A. Colin, 1945
- Propagation de la chaleur, A. Colin, 1942
- Éléments d'électricité, A. Colin, 1941
- Physique et astrophysique, Flammarion, Bibliothèque de philosophie scientifique, 1935
- Cours de physique de l'École polytechnique, Gauthier-Villars, 1933
- Optique, Presses universitaires de France, 3e édition, 1929
- Introduction à l'étude de l'optique appliquée, éd. de la Revue d'optique théorique et instrumentale, 1928
- Leçons de photométrie professées à l'Institut d'optique théorique et appliquée, éd. de la Revue d'optique théorique et instrumentale, 1924
- Leçons élémentaires d'acoustique et d'optique à l'usage des candidats au certificat d'études physiques, chimiques et naturelles, Gauthier-Villars, 1898

## Postérité
- Le Laboratoire Charles Fabry, successeur historique des laboratoires d'essais et de recherche de l'Institut d'Optique, est aujourd'hui une Unité Mixte de Recherche entre l'Institut d'Optique Graduate School, le CNRS et l'Université Paris-Saclay (UMR 8501).
- La Société française d'optique décerne chaque année depuis 1970 le Prix Fabry-de Gramont, récompensant une jeune chercheuse ou un jeune chercheur de moins de 40 ans, reconnus internationalement, "dont les travaux de recherche ont été remarqués pour leur qualité, leur originalité et leur impact potentiel"[16].